# Cementerio de Zorgvlied
El Cementerio de Zorgvlied es un cementerio en el Amsteldijk en Ámsterdam, en los Países Bajos, en la margen izquierda del río Ámstel.
El cementerio fue inaugurado en 1870 por la ciudad de Amstelveen, que todavía lo posee y gestiona, aunque desde 1896 (cuando los límites de la ciudad se vuelve a establecer) se encuentra dentro de los límites de la ciudad de Ámsterdam. Uno de los cementerios más conocidos del país, se destaca por la gran cantidad de celebridades, especialmente del mundo de la literatura y el teatro, enterrados allí.
El cementerio debe su nombre a la villa en cuyos terrenos se construyó. El diseño, fue realizado por Jan David Zocher, en base al estilo de un jardín inglés. Zorgvlied fue ampliado en 1892 por el hijo de Zocher, Louis Paul Zocher, y nuevamente en 1900, 1919, y 1926, cuando se convirtió en un lugar de sepulturas de la clase alta que en otro tiempo fueron a menudo enterrados en Westerveld en Driehuis. Un atrio se añadió en 1930.